# 1889年哲學
1889年哲學事件

## 著作
- 亨利·柏格森 - 《論意識材料的直接來源》，英譯本題為《時間與自由意志》[1]（Essai sur les données immédiates de la conscience）

## 出生
- 1月1日 - 格茨·布雷夫斯（英语：Götz Briefs） 天主教社會理論家、社會倫理學家、社會哲學家和政治經濟學家，死於1974年。
- 2月8日 - 弗里茨·海因曼（德语：Fritz_Heinemann_(Philosoph)） 德國哲學家，主要從事存在主義，死於1970年。
- 2月22日 - 羅賓·喬治·科林伍德 英國哲學家、歷史學家和考古學家，主要從事形上學、歷史哲學與美學，死於1943年。
- 3月1日 - 和辻哲郎 日本哲學家、倫理學家、文化史家、日本思想史家，其倫理學體系被稱作和辻倫理學（日语：和辻倫理学）[2]，1960年死於心肌梗塞。
- 4月14日 - 阿诺尔德·J·汤因比 歷史學家，哲學上的貢獻在於其的「文明是歷史的單位」的理論[注 1]。，死於1975年。
- 4月26日 - 路德维希·维特根斯坦 最有影響力的哲學家之一，出版《逻辑哲学论》，主要從事數學哲學、精神哲學和語言哲學，死於1951年。

- 6月1日 - 查爾斯·凱奧格登（英语：Charles Kay Ogden） 英國語言學家、哲學家和作家、死於1957年。
- 7月26日 - 塔德烏什·採佐斯基（英语：Tadeusz Czeżowski） 波蘭哲學家和邏輯學家，死於1981年。
- 9月4日 - 摩西·伊利奇·施芬芬（英语：Moses Schönfinkel） 俄羅斯邏輯學家和數學家，成功的邏輯概念引入數學-組合邏輯，死於1942年。
- 9月5日 - 奧斯卡·貝克爾（英语：Oskar Becker） 德國哲學家、邏輯學家、數學家和數學史學家，主要從事現象學和數學哲學，死於1964年。
- 9月26日 - 马丁·海德格尔 德國哲學家，被譽為二十世紀最重要的哲學家之一，主要思想是跨足各領域，參見海德格尔的思想，死於1976年。
- 10月12日 - Erich Przywara（英语：Erich Przywara） 天主教哲學家和神學家，主要貢獻有信仰規則（英语：Rule_of_Faith#Analogia_entis）[注 2]，死於1972年。
- 10月12日 - 迪特里希·馮·希爾德布蘭 ，死於1977年。
- 12月4日 - Xavier Zubiri（英语：Xavier Zubiri） 德國天主教哲學家與神學家，1983年死於心臟病。
- 12月7日 - 加布里埃爾·馬塞爾 ，沙特並列當代法國兩大存在主義思想家，死於1973年。

## 死亡
- 10月17日 - 尼古拉·加夫里诺维奇·车尔尼雪夫斯基 俄国唯物主義哲學家、文學評論家、作家，革命民主主義者，生於1828）